# Лінза фари
Лінза фари — це оптичний елемент автомобільної фари, який формує та коригує світловий потік, забезпечуючи правильне освітлення дороги. Лінзи використовуються в проєкційних фарах та забезпечують чітку межу світлотіньового кордону, що запобігає засліпленню інших водіїв.

## Призначення
Основне завдання лінзи в автомобільній оптиці — фокусування та рівномірний розподіл світла на дорожньому покритті. Вона сприяє:
- Збільшенню ефективності освітлення.
- Формуванню чіткої межі світлотіньового переходу.
- Мінімізації розсіювання світла.
- Запобіганню засліпленню зустрічного транспорту.

Лінзи встановлюються в ксенонові фари, світлодіодні фари та лазерні фари, а також можуть використовуватися в деяких галогенних фарах.

## Конструкція та принцип роботи
Стандартна лінзова система фари складається з таких компонентів:
- Оптична лінза – виготовлена зі скла або полікарбонату, фокусує світловий потік.
- Рефлектор – збирає світло від джерела (лампи) та спрямовує його через лінзу.
- Світловий екран (шторка) – відповідає за формування кордону світлотіні.
- Лампа – джерело світла (ксенон, світлодіод, галоген).
- Кріплення та корпус – забезпечують надійне встановлення системи у фару.

Лінза працює за принципом пропускання та заломлення світлових променів, змінюючи напрямок і фокусуючи їх у заданому секторі. Завдяки цьому автомобіль отримує рівномірне освітлення дорожнього покриття.

## Види лінз
Залежно від конструкції та типу джерела світла, розрізняють такі види лінз:
- Галогенні лінзи – використовуються з галогенними лампами, мають простішу конструкцію.
- Ксенонові лінзи – розраховані на ксенонове освітлення, забезпечують яскраве та рівномірне світло.
- Світлодіодні лінзи – застосовуються в світлодіодних фарах, мають компактний розмір та високу ефективність.
- Лазерні лінзи – використовуються в лазерних системах освітлення, забезпечують максимальну яскравість і далекобійність.

## Переваги та недоліки
Переваги використання лінз у фарах:
- Чіткий кордон світлотіні, що зменшує засліплення.
- Рівномірний розподіл світлового потоку.
- Поліпшена ефективність освітлення у порівнянні з рефлекторними фарами.
- Стильний зовнішній вигляд.

Недоліки:
- Вища вартість у порівнянні з рефлекторними фарами.
- Складність у ремонті та заміні.
- З часом лінза може мутніти через нагрівання або зовнішні фактори.

## Технологічні особливості
Деякі сучасні фари використовують технологію бі-лінзи (Bi-Xenon, Bi-LED), що дозволяє одній лінзі виконувати функцію як ближнього, так і далекого світла. Це досягається за допомогою рухомої шторки, яка відкриває або закриває частину світлового потоку.

## Проблеми та догляд
Основні проблеми, що можуть виникнути з лінзами фар:
- Помутніння лінзи – спричинене перегрівом або контактом із вологою.
- Втрата прозорості покриття – часто відбувається через старіння матеріалів.
- Забруднення всередині корпусу – через порушення герметичності фари.

Для подовження терміну служби рекомендується регулярно чистити поверхню фари та перевіряти її на наявність конденсату чи тріщин.